# (523742) 2014 TZ85
(523742) 2014 TZ85 ist ein großes transneptunisches Objekt, das bahndynamisch als entweder Resonantes KBO (4:7-Resonanz) oder auch allgemeiner als «Distant Object» eingestuft wird. Aufgrund seiner Größe ist der Asteroid ein Zwergplanetenkandidat.

## Entdeckung
2014 TZ85 wurde am 31. Oktober 2012 von einem Astronomenteam, bestehend aus B. Gibson, T. Goggia, N. Primak, A. Schultz und M. Willman, mit dem 1,8-m-Pan-STARRS-Teleskop (PS1) am Haleakalā-Observatorium (Maui) entdeckt. Die Entdeckung wurde am 17. Juli 2016 bekanntgegeben, der Asteroid erhielt am 25. September 2018 die Kleinplanetennummer 523742.
Nach seiner Entdeckung ließ sich 2014 TZ85 auf Fotos bis zum 16. Oktober 2011, die ebenfalls mit Pan-STARRS gemacht wurden, zurückgehend identifizieren und so seinen Beobachtungszeitraum um ein Jahr verlängern, um so seine Umlaufbahn genauer zu berechnen. Im Oktober 2018 lagen insgesamt 105 Beobachtungen über einen Zeitraum von 7 Jahren vor. Die bisher letzte Beobachtung wurde im Februar 2018 wiederum mit Pan-STARRS durchgeführt. (Stand 22. Februar 2019)

## Eigenschaften

### Umlaufbahn
2014 TZ85 umkreist die Sonne in 287,00 Jahren auf einer leicht elliptischen Umlaufbahn zwischen 32,31 AE und 54,70 AE Abstand zu deren Zentrum. Die Bahnexzentrizität beträgt 0,257, die Bahn ist 14,93° gegenüber der Ekliptik geneigt. Derzeit ist der Planetoid 54,05 AE von der Sonne entfernt. Das Perihel durchlief er das letzte Mal 1895, der nächste Periheldurchlauf dürfte also im Jahre 2182 erfolgen.
Marc Buie (DES) stuft den Planetoiden als RKBO 4:7 ein, während das Minor Planet Center ihn allgemein als «Distant Object» und als Nicht-SDO einordnet.

### Größe und Rotation
Derzeit wird von einem Durchmesser von etwa 501 km ausgegangen, basierend auf einem Rückstrahlvermögen von 7 % und einer absoluten Helligkeit von 5,0 m. Die scheinbare Helligkeit von 2014 TZ85 beträgt 22,21 m.
Da anzunehmen ist, dass sich 2014 TZ85 aufgrund seiner Größe im hydrostatischen Gleichgewicht befindet und somit weitgehend rund sein muss, sollte er die Kriterien für eine Einstufung als Zwergplanet erfüllen. Mike Brown geht davon aus, dass es sich bei 2014 TZ85 um wahrscheinlich einen Zwergplaneten handelt.
| Jahr                                         | Abmessungen km | Quelle   |
| -------------------------------------------- | -------------- | -------- |
| 2018                                         | 486,0          | Johnston |
| 2018                                         | 501,0          | Brown    |
| Die präziseste Bestimmung ist fett markiert. |                |          |